# Largo di Torre Argentina

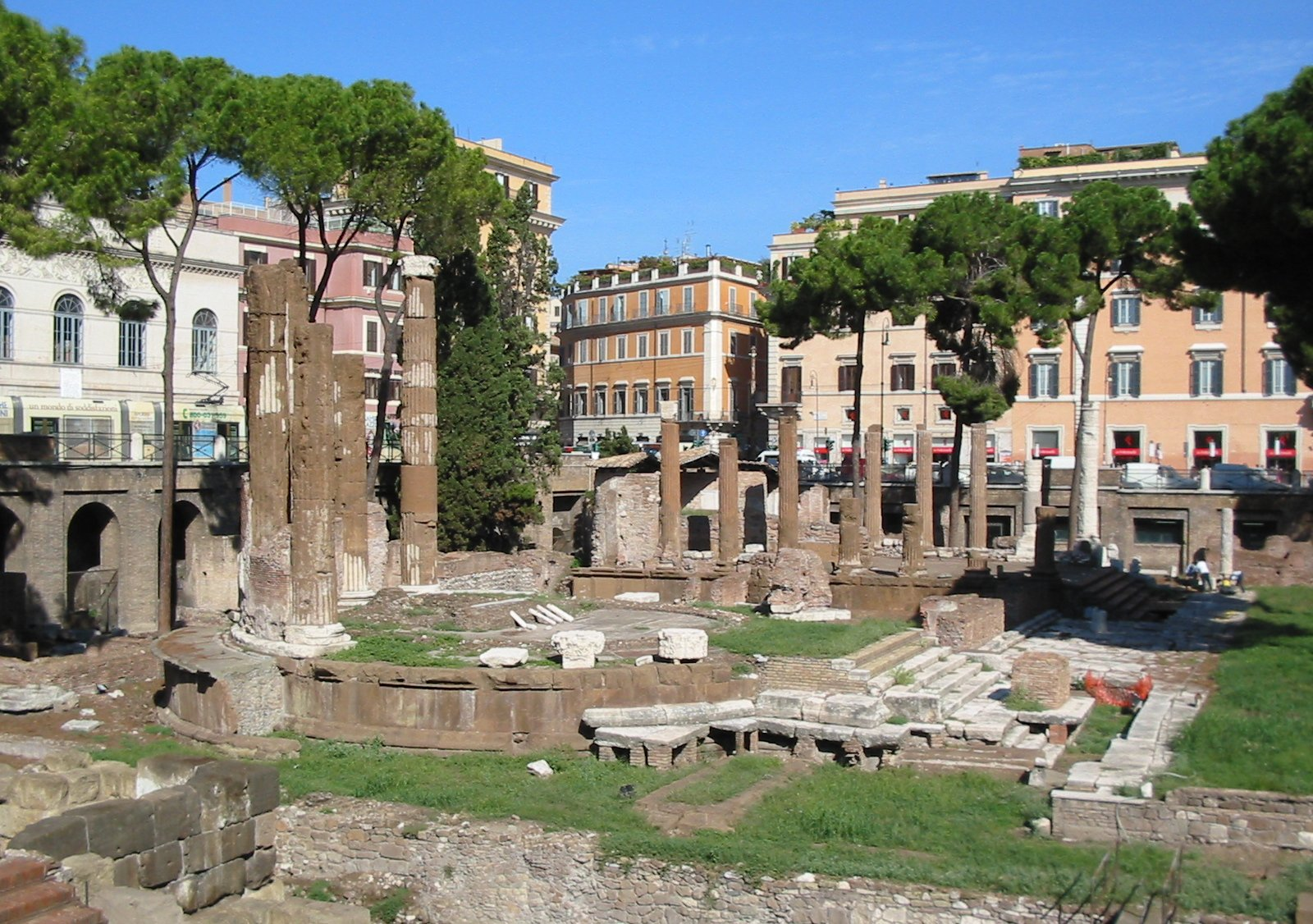
Der Tempel B, der Fortuna Huiusce Diei geweiht

Der Largo di Torre Argentina (verkürzt Largo Argentina) ist ein Platz im Stadtviertel Pigna in Rom auf dem antiken Campus Martius. Der Platz entstand ab 1909 im Zuge der städtebaulichen Neuordnung der Altstadt. Dabei wurden Wohngebäude sowie die Kirche San Nicola dei Cesarini abgetragen. Von der mittelalterlichen Bebauung blieb lediglich die Torre del Papito übrig. 1926–1928 begann man mit der systematischen Ausgrabung von Tempeln, die aus der Zeit der Römischen Republik stammen.

## Ausgrabungen

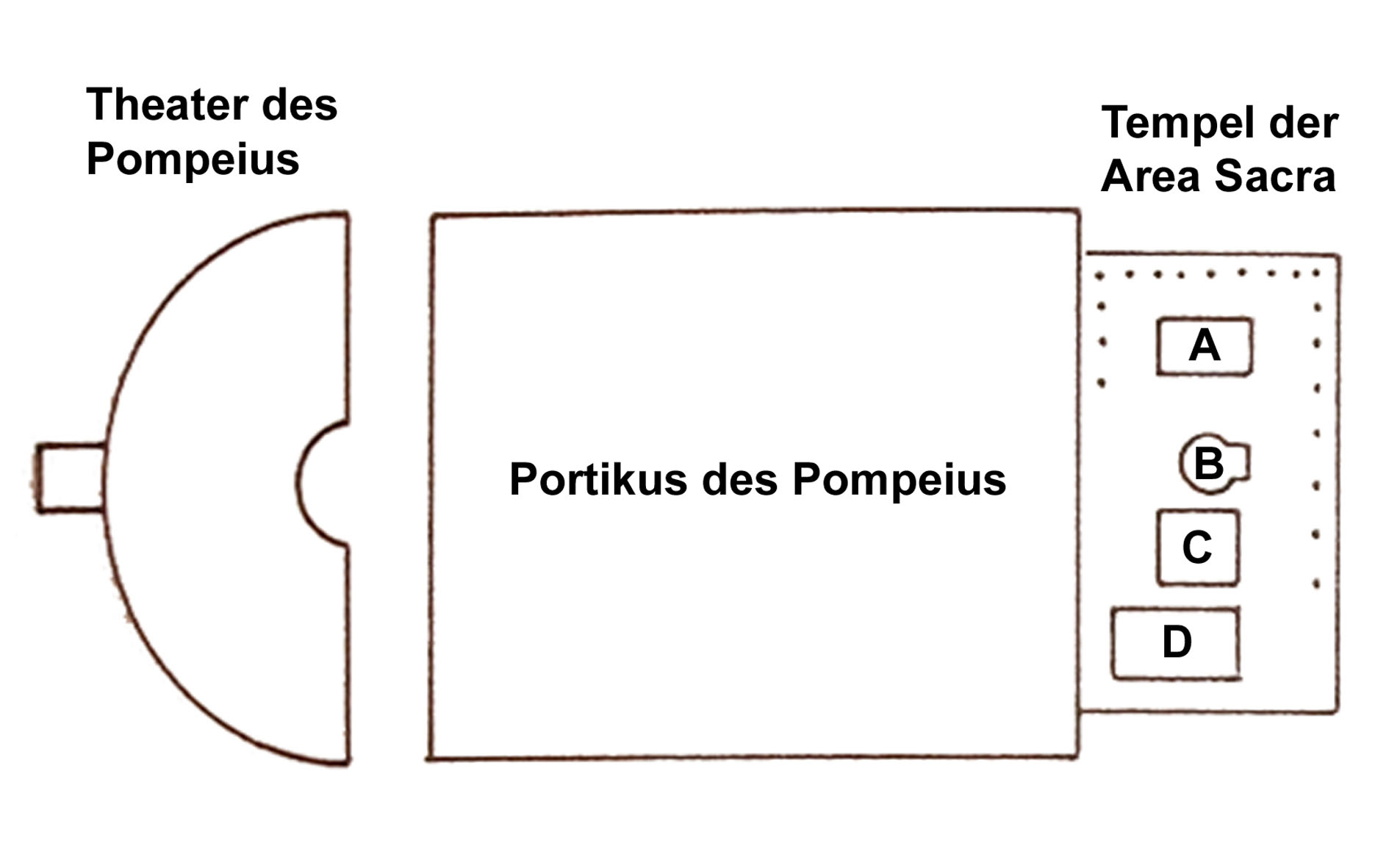
Skizze der Lage der Area Sacra vor dem Theater des Pompeius

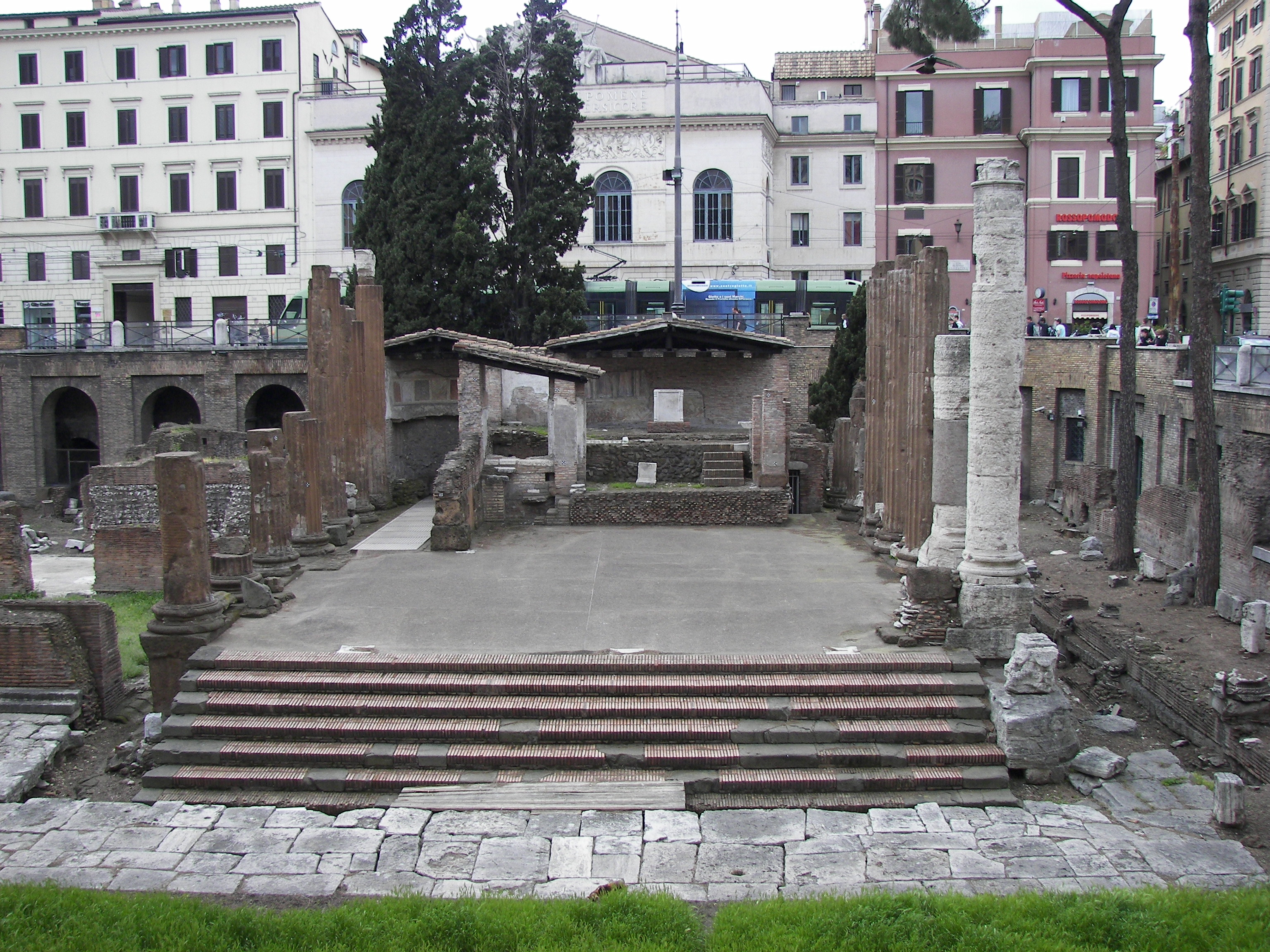
Tempel A

Die sogenannte Area Sacra (Heiliger Bezirk) liegt unterhalb des heutigen Straßenniveaus und ist von allen Seiten gut einzusehen. Für die Öffentlichkeit ist das Gelände seit 2023 unter eingeschränkten Bedingungen zugänglich. Das Ausgrabungsgebiet umfasst die Reste von vier Tempeln und angrenzenden Profanbauten. Da die Tempel nicht zweifelsfrei einzelnen Gottheiten zugewiesen werden können, werden sie im Allgemeinen von Nord nach Süd mit den Buchstaben A bis D bezeichnet. Die Tempel waren ab dem 1. Jahrhundert v. Chr. von größeren öffentlichen Bauten umgeben. Im Norden schlossen das Hecatostylum (Halle der hundert Säulen) und die Thermen des Agrippa an. Im Westen stand die Portikus und das Theater des Pompeius. Im Süden lagen der Circus Flaminius und das Theater des Balbus und im Osten die wohl erst unter Claudius errichtete Porticus Minucia Frumentaria, die der kaiserlichen Getreideverteilung in Rom diente. Anstelle von letzteren befand sich schon in der republikanischen Zeit eine große Hallenanlage, der Porticus Minucia vetus in campo, deren Name auf die Familie der Minucier Bezug nimmt. Laut Auskunft des Velleius Paterculus wurde sie 106 v. Chr. von Marcus Minucius Rufus nach seinem Triumph über die keltischen Skordisker und die thrakischen Triballer errichtet. Obwohl Fragmentteile der Forma Urbis Romae (FUR Nr. 35dd-ff), einem unter Kaiser Septimius Severus geschaffenen Monumentalstadtplan von Rom, Auskunft über die Porticus Minucia geben, ist bis heute nicht geklärt, um welche der beiden Portiken es sich dabei handelt.

### Tempel A
Tempel A wird anhand der Bauformen seiner ältesten Bauphase in das 3. Jahrhundert v. Chr. datiert. Zusammen mit Tempel C gilt er gemeinhin als einer der ältesten Sakralbauten des Marsfeldes. Nach mehreren antiken Um- und Neubauten wurde er im Mittelalter durch die Kirche San Nicola dei Cesarini überbaut, von der noch die Krypta und die Reste zweier Apsiden stehen.
Archäologisch nachgewiesen wurden Podien und vorgelagerte Altarplätze mehrerer Bauphasen. Das älteste, rund 9,50 × 16,00 Meter große und mit 4 Metern verhältnismäßig hohe Tuffsteinpodium konnte über eine der Ostseite vorgelagerte Freitreppe betreten werden. Es trug einen geosteten, vermutlich tetrastylen Prostylos aus Grotta-Oscura-Tuff, der in Grund- und Aufriss wohl dem gängigen Bild italischer Tempel dieser Zeit verpflichtet war.
Im 2. Jahrhundert v. Chr. wurden Podium und Tempel in Monteverde-Tuff erneuert und zugleich erweitert. Ein Altar aus Peperino wurde mittig auf der alten Podiumstreppe errichtet. Eine neuerliche Umgestaltung eher in der ersten als in der zweiten Hälfte des 1. Jahrhunderts v. Chr. vergrößerte das Podium auf 15,00 × 27,50 Meter. Das Niveau des Laufhorizontes entsprach dem des benachbarten Tempels B, dessen erste Bauphase um 100 v. Chr. anzusetzen ist. Der neue Tempel A wurde zu einem hexastylen Peripteros umgestaltet – ein Bautyp, den ein umlaufender „Säulenkranz“ prägt und der in der römischen Architektur eher selten Verwendung fand. Filippo Coarelli rekonstruiert einen hexastylen Peripteros mit je 9 Säulen an den Langseiten, der wie sein Vorgängerbau orientiert und ostwärts geöffnet war. Möglicherweise war er korinthischer Ordnung, ein entsprechendes Kapitelloberteil aus Travertin wurde von Coarelli dem Tempel zugewiesen. Die neue, zehnstufige Freitreppe verlief als integriertes Element des Podiums auf einen neu geschaffenen Altarplatz zu. Wie andere Gebäude der Area Sacra am Largo Argentina fiel Tempel A im Jahr 80 n. Chr. einem der historischen Brände auf dem Marsfeld zum Opfer. Von der nachfolgenden Restaurierung unter Domitian stammen die heute auf dem Podium zu sehenden Säulenschäfte aus Travertin samt den zugehörigen korinthischen Kapitellen. Die vergrößerte Anlage des 1. Jahrhunderts v. Chr. wurde in severischer Zeit auf der Forma Urbis Romae (FUR Nr. 37.a) festgehalten.
Strittig ist die Identifizierung des mit dem Tempel verbundenen Kultes. Ursprünglich als Tempel der Iuno Quiritis gedeutet, richtet sich das Augenmerk heute eher auf die Deutung einer Stelle in Ovids Fasti, an der er die Nähe des Tempels der Iuturna zur Aqua Virgo erwähnt („Te quoque lux eadem, Turni soror, aede recepit, hic ubi Virginea Campus obitur aqua“ = „Derselbe Tag hat auch dich, Schwester des Turnus, im Tempel empfangen, hier wo das Marsfeld vom Aqua Virgo umgeben wird.“) – jene Wasserleitung, die die unweit des Largo Argentina gelegenen Agrippathermen speiste. Coarelli glaubt daher, in dem Bau den Tempel der Iuturna identifizieren zu können. Dies vorausgesetzt, wäre eine nahezu exakte Datierung der ersten Bauphase für die Zeit um 242/241 v. Chr. gesichert, da Gaius Lutatius Catulus, siegreicher Feldherr des Ersten Punischen Krieges, das Heiligtum gelobt und gestiftet hatte („[…] cui (Iuturnae) Lutatius Catulus primus templum in Campo Martium fecit“ = „Lutatius Catulus hat ihr [der Iuturna] als Erstes den Tempel auf dem Marsfeld errichtet“). Lawrence Richardson Jr. interpretiert den aus Ovid zu erschließenden Verlauf der Aqua Virgo anders. Ausgehend von seiner Übersetzung des hic ubi Virginea Campus obitur aqua mit „hier, wo die Aqua Virgo das Marsfeld betritt“, schließt er, dass eine Örtlichkeit in der Nähe der Saepta Julia gemeint sei. Deshalb wendet er ein, es könne sich bei dem Tempel am Largo Argentina nicht um den der Iuturna handeln, da dieser eher nördlich der Iulia Saepta zu suchen sei. Adam Ziolkowski wiederum deutet den Bau als den 225 v. Chr. von Lucius Aemilius Papus gelobten Tempel der Feronia.
Im Ergebnis ist Tempel A derzeit nicht mit Sicherheit zu identifizieren, zumal er mit Tempel C um die Deutung als Iuturnatempel konkurriert.

### Tempel B

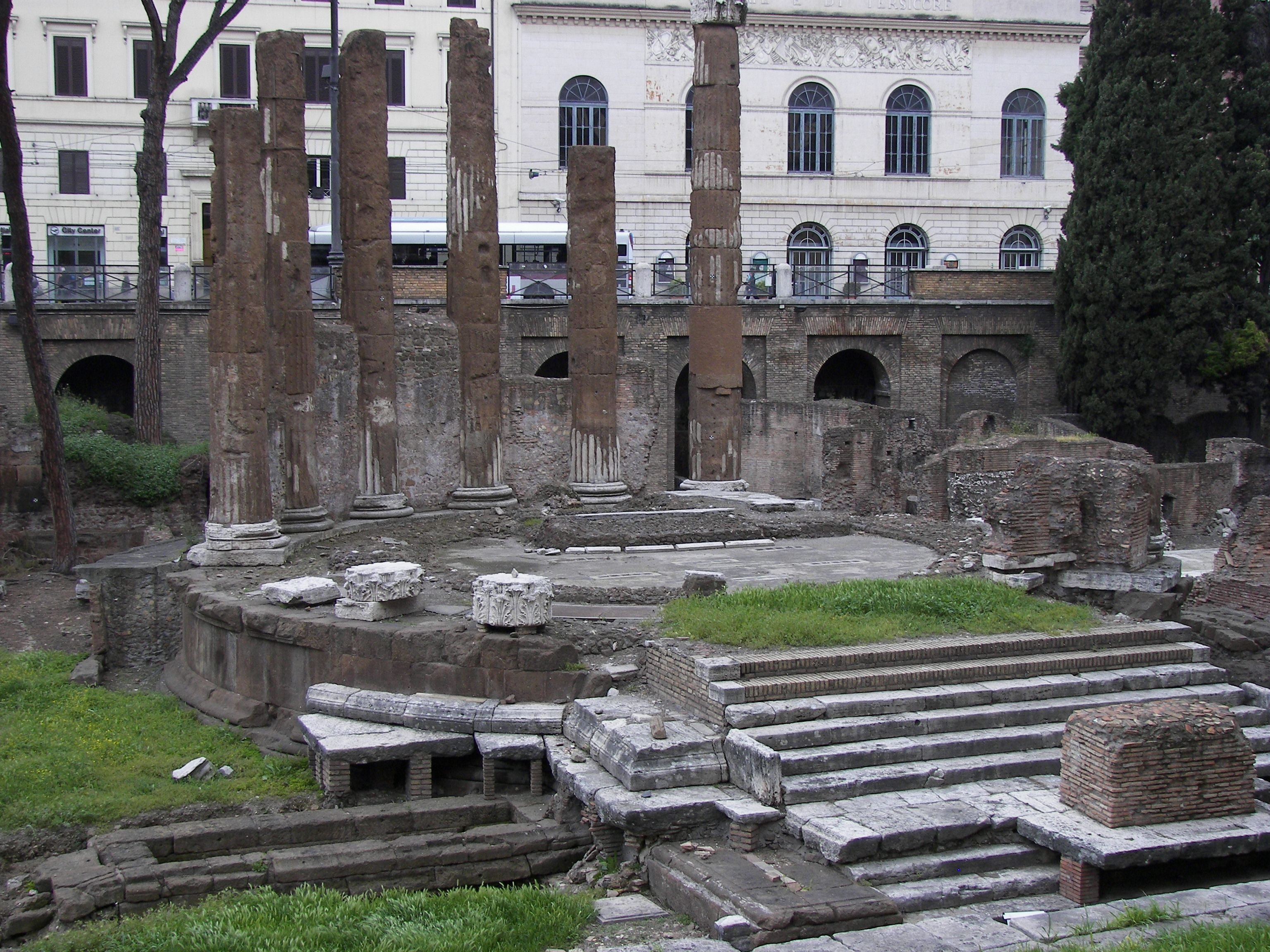
Tempel B

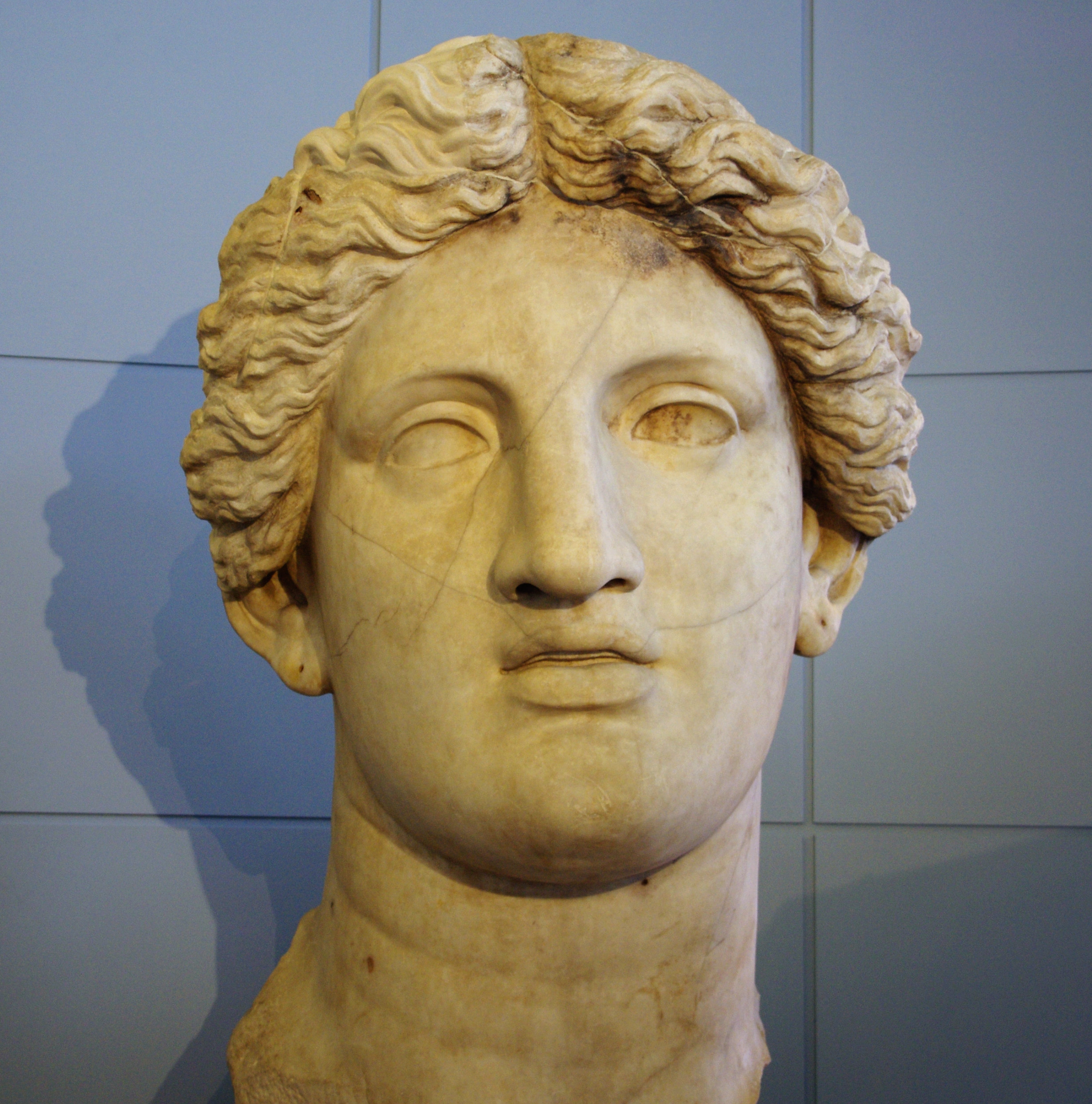
Kolossaler Kopf der Fortuna (?)

Tempel B wird in das späte 2./ frühe 1. Jahrhundert v. Chr. datiert, wobei das Jahr 90 v. Chr. als wahrscheinliches Jahr des Aufbaus genannt wird. Der Tempel wurde von Quintus Lutatius Catulus nach dessen Sieg über die Kimbern bei Vercelli 101 v. Chr. gestiftet und war nach allgemein bestehendem Konsens der Forscher der Fortuna Huiusce Diei geweiht, der Glücksgöttin des heutigen Tages. Etwa Mitte des 1. Jahrhunderts wurde er unter Pompeius, spätestens aber unter Octavian umgestaltet. Unter Domitian wurde er nach einer Brandkatastrophe nochmals wiederaufgebaut. Antike Schriftzeugnisse dazu gehen auf Plutarch und Varro zurück.
Dieses Heiligtum ist das jüngste und gleichzeitig einzige der Area Sacra am Largo Argentina, das eindeutig identifiziert werden kann. Nachgewiesen sind ein Rundpodium mit vorgelagerter Freitreppe auf seitlichen Basen sowie Teile des aufgehenden Cella-Mauerwerks und mehrere Säulen. Ursprünglich handelte es sich bei diesem Bautyp um eine Tholos mit breiter Cella, um die herum insgesamt 18 Tuff-Säulen mit korinthischen Basen und Kapitellen errichtet waren. Sechs Säulen sind noch erhalten. Die Cellawand bestand aus opus caementicium, das mit opus incertum aus Travertin verkleidet war. Bei einem späteren Umbau wurde die Cella erweitert, die Cellawandung in die Interkolumnien des Säulenkranzes versetzt, was die Säulen optisch auf Halbsäulen reduzierte. Der umgebaute Tempel ist ebenfalls in der Forma Urbis Romae (FUR Nr. 37.a) abgebildet. Das Podium des Tempels liegt auf deutlich höherem Niveau als die der anderen Tempel.
Möglicherweise waren aus Griechenland geraubte Bronzestatuen, darunter drei Werke des Bildhauers Phidias, in den Interkolumnien und auf den beiden flankierenden Basen aufgestellt. Mit großer Sicherheit können die Überreste einer weiblichen, marmornen Kolossalstatue dem Tempel zugewiesen werden. Sie wurde an der Südseite des Baus im Bauwich zu Tempel C gefunden und stellte das ehemalige Kultbild dar. Ein massives Fundament und Reste der Basis sind für eine derartige Zuordnung nachgewiesen. Die Reste der Statue befinden sich heute im Museum der Centrale Montemartini.

### Tempel C

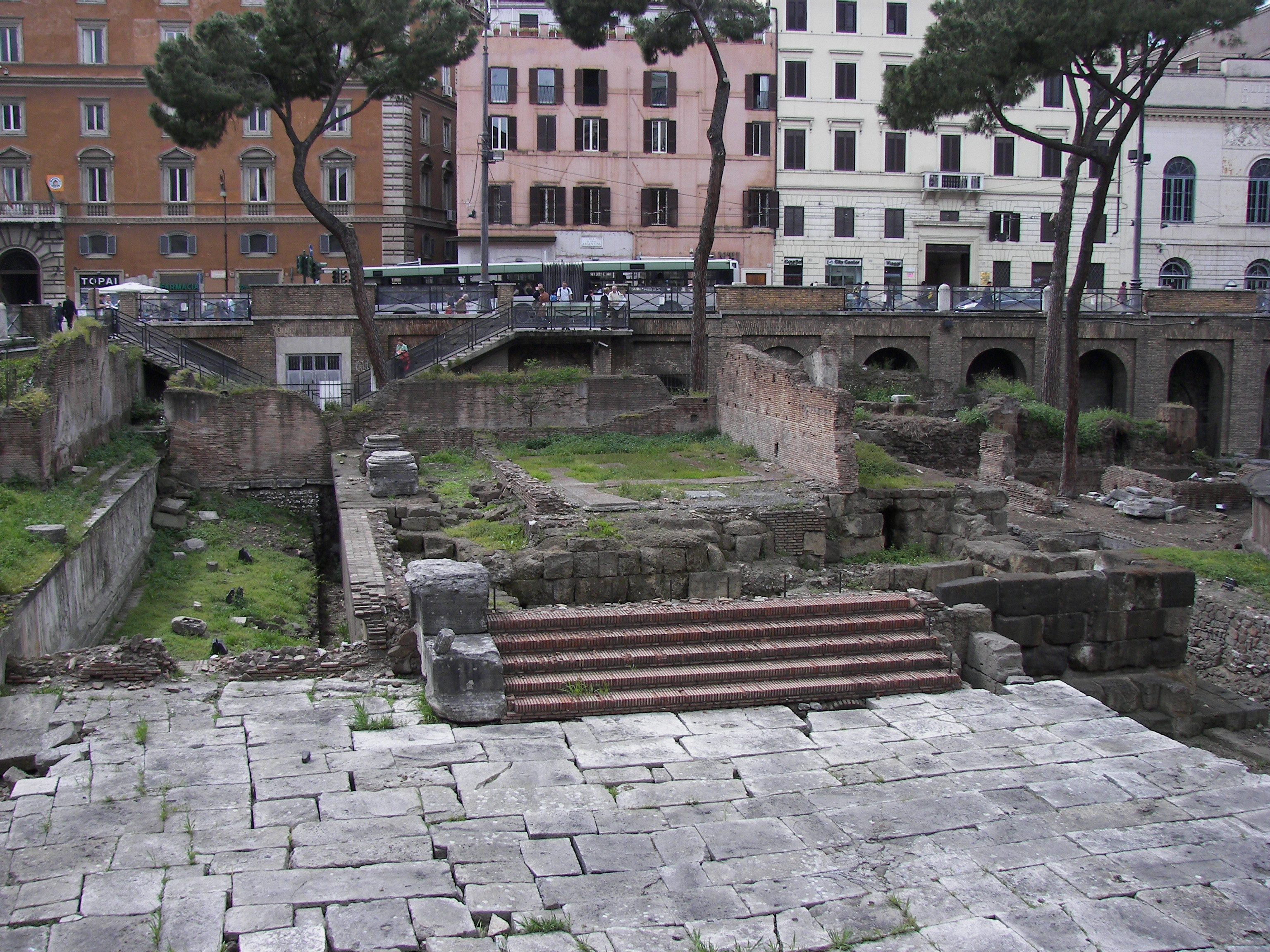
Tempel C

Tempel C datiert auf das Ende des 4. oder den Anfang des 3. Jahrhunderts v. Chr. und damit in die frührepublikanische Zeit. Das Heiligtum scheint eines der ältesten des Marsfeldes gewesen zu sein, wobei teilweise diskutiert wird, ob es nicht gar das älteste ist. Stamper geht davon aus, dass der Tempel ursprünglich tuskischer Ordnung war.
Unsicherheit besteht in der Forschung darüber, wer den Tempel gestiftet hat und wem er gewidmet war. Traditionell angenommen, aber nicht erwiesen ist, dass der Tempel der nicht-römischen Erdgöttin Feronia geweiht war. Diese Interpretation wird durch die Nähe des Tempels zum Wasser plausibel und wird durch eine Inschrift noch unterstützt, in der die beiden sabinischen Heroen Hercules und Sabus erwähnt werden. In diesem Fall datierte der Bau auf die Zeit zwischen 293 und 217 v. Chr., da laut Livius im Jahr 217 v. Chr. an diesem Ort ein Prodigium für Feronia durch freigelassene Frauen stattfand. Die Überlieferung dient dabei als terminus post quem, denn es ist somit gesichert, dass es sich um einen älteren Bau handelt. Ausweislich der fasti fratrum Arvalium, der Akten der Fratres Arvales, ist der Bau als Feroniae in [ca]mp(o) vermerkt, was auf das Marsfeld hindeutete, ohne jedoch die exakte Lage klarzustellen. Bauherr könnte dann aber Manius Curius Dentatus gewesen sein, geweiht dem Bezwinger der Sabiner. Alternativ wird das Heiligtum aber der Quellnymphe Iuturna zugeordnet, für die ein Bezug zur Wassernähe ebenfalls nicht schwerfällt. In diesem Fall wäre der Tempel in die Jahre nach 241 v. Chr. zu datieren und von Gaius Lutatius Catulus in der Folge seines Sieges im Ersten Punischen Krieg errichtet worden, gegebenenfalls dann sogar zeitgleich mit Tempel A. Keine der Interpretationen kann zweifelsfrei belegt werden, weshalb die endgültige Identifikation des Tempels offen bleibt.
Erhalten hat sich ein Tuffsteinpodium aus Opus quadratum mit Freitreppe und vorgelagertem Altarplatz. Teilweise sind noch die Basen der Säulen und Teile der aufgehenden Cellamauern vorhanden. Der Befund erlaubt es, die Anlage als tetrastylen Peripteros sine postico mit fünf Säulen an den Längsseiten zu rekonstruieren, was sich auf einem Fragment der Forma Urbis (FUR Nr. 37.d) widerspiegelt, auf dem die Rückseite des Tempels erkennbar ist. Tempel C ist seiner Anlage nach der kleinste Tempel des Areals. In domitianischer Zeit wurde der zwischenzeitlich durch Brand im Marsfeld zerstörte Tempel wiederaufgebaut. Coarelli vermutet den Wiederaufbau 80 n. Chr. und Schollmeyer geht davon aus, dass die Ziegelmauern der Cella, die korinthischen Kapitelle und das Fußbodenmosaik vor diesem Zeitpunkt nicht bestanden haben.

### Tempel D

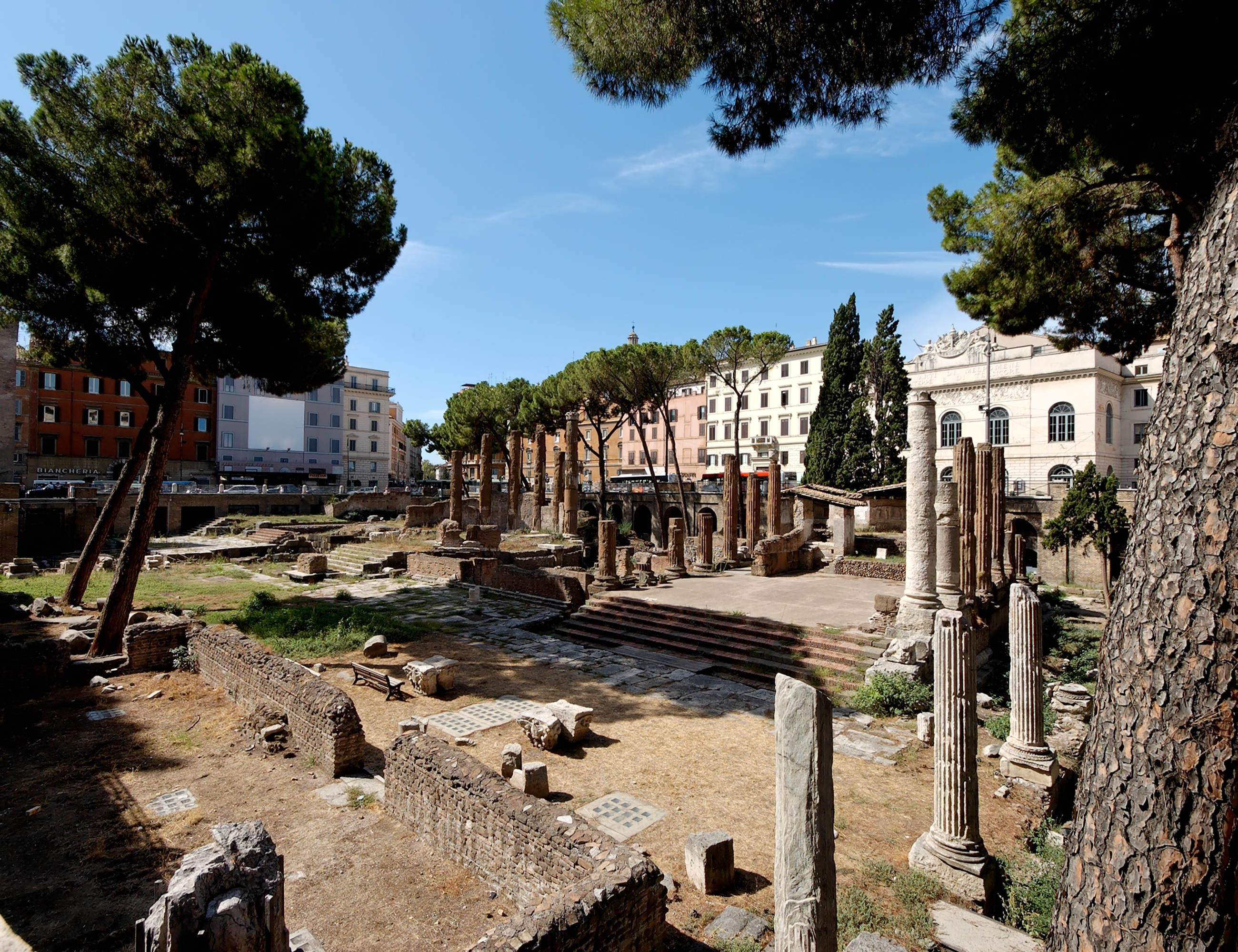
Teile des Tempels D sind im Süden des Areals zu erkennen, wohingegen der Rest der Tempelruine unter dem Straßenkörper verborgen liegt.

Tempel D ist der südlichste und größte Kultbau der Area Sacra am Largo Argentina. Seine Entstehung wird frühestens im frühen 2. Jahrhundert v. Chr. angesiedelt, da als Baustoff bereits Opus caementitium verarbeitet wurde. In einer zweiten Phase erfolgte ein Neu-/Umbau, der auf das späte 2./ frühe 1. Jahrhundert datiert wird, bevor auch hier ein nachchristlicher, domitianischer Wiederaufbau die Baugeschichte abschloss. Archäologisch gesichert sind Reste des Podiums einer Vorgängerphase sowie das Podium der zweiten Phase aus rechtwinkligen Tuffsteinblöcken mit Travertinverkleidung mit vorgelagerter Freitreppe und Cellamauern aus Ziegelstein. Von der Cella ist lediglich das Ziegelmauerwerk der domitianischen Erneuerung erhalten. Im Gegensatz zu den anderen Tempeln sind keine Säulen nachgewiesen. Der rückwärtige Bereich des Podiums scheint einen oikos-artigen Raum beherbergt zu haben. Wie alle Tempel scheint auch Tempel D vom Stadtbrand 80 n. Chr. betroffen gewesen und danach vollständig erneuert worden zu sein.
Der kultische Kontext des Tempels bleibt unsicher. Richardson unterstellte dem Komplex Nähe zum Hypäthraltempel, da er in der Rekonstruktion einen ungewöhnlich großen Prostylos mit extrem weiter rückwärtiger Cella aufwies. Er interpretierte den Bautyp so, dass der Tempel Iupiter Fulgur gewidmet gewesen sein könnte. Gemeinhin wird der Tempel aber mittlerweile als Tempel der Lares Permarini (aedes Lares Permarini) bezeichnet, zugewiesen den Laren, die als Schutzgeister der Seeleute freundliche Züge trugen und mit einfachen Opfergaben zufriedengestellt werden konnten. Damit wird er dem Tempel gleichgesetzt, über den Livius schreibt: „Idem dedicavit aedem Larum permarinum in Campo. Voverat eam annis undecim ante L. Aemilius Regillus navali proelio adversus praefectos regis Antiochi“ = „Er weihte auch einen Tempel der Laren der Seefahrer auf dem Marsfeld; den hatte vor 11 Jahren L. Aemilius Regillus in der Seeschlacht gegen die Flottenbefehlshaber des Königs Antiochos gelobt.“ Demnach wurde dieser Tempel 190 v. Chr. von Lucius Aemilius Regillus gelobt, der während des römisch-syrischen Krieges den Oberbefehl über die Seestreitkräfte Roms innehatte und dabei die seleukidische Flotte in der entscheidenden Seeschlacht von Myonessos besiegte. Vollendet und eingeweiht wiederum wurde er 179 v. Chr. durch Marcus Aemilius Lepidus.  Durchaus diskutiert wurde auch, ob es sich um die aedes Nymphae gehandelt haben könnte.

### Weitere Bauten

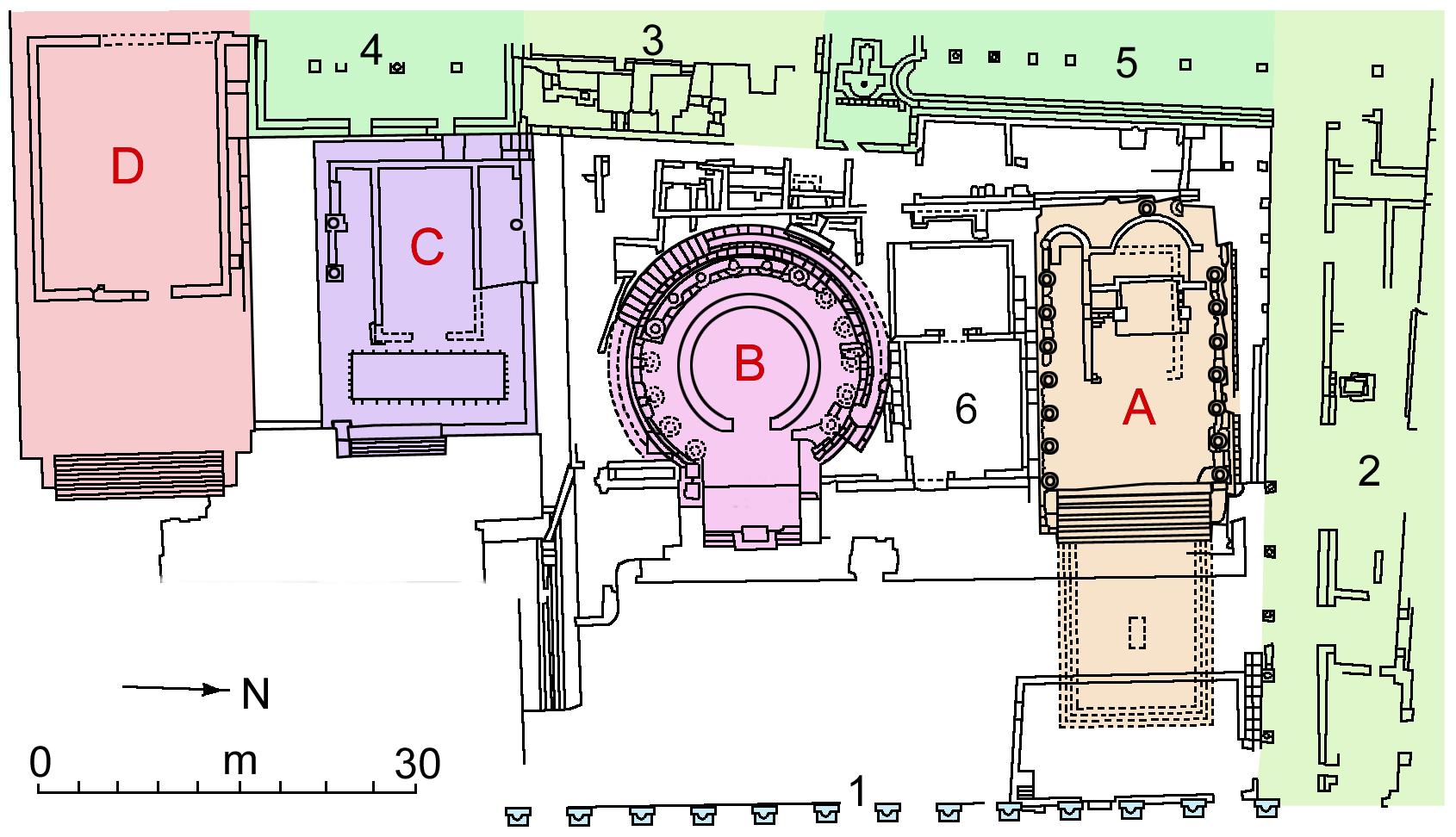
Lageplan

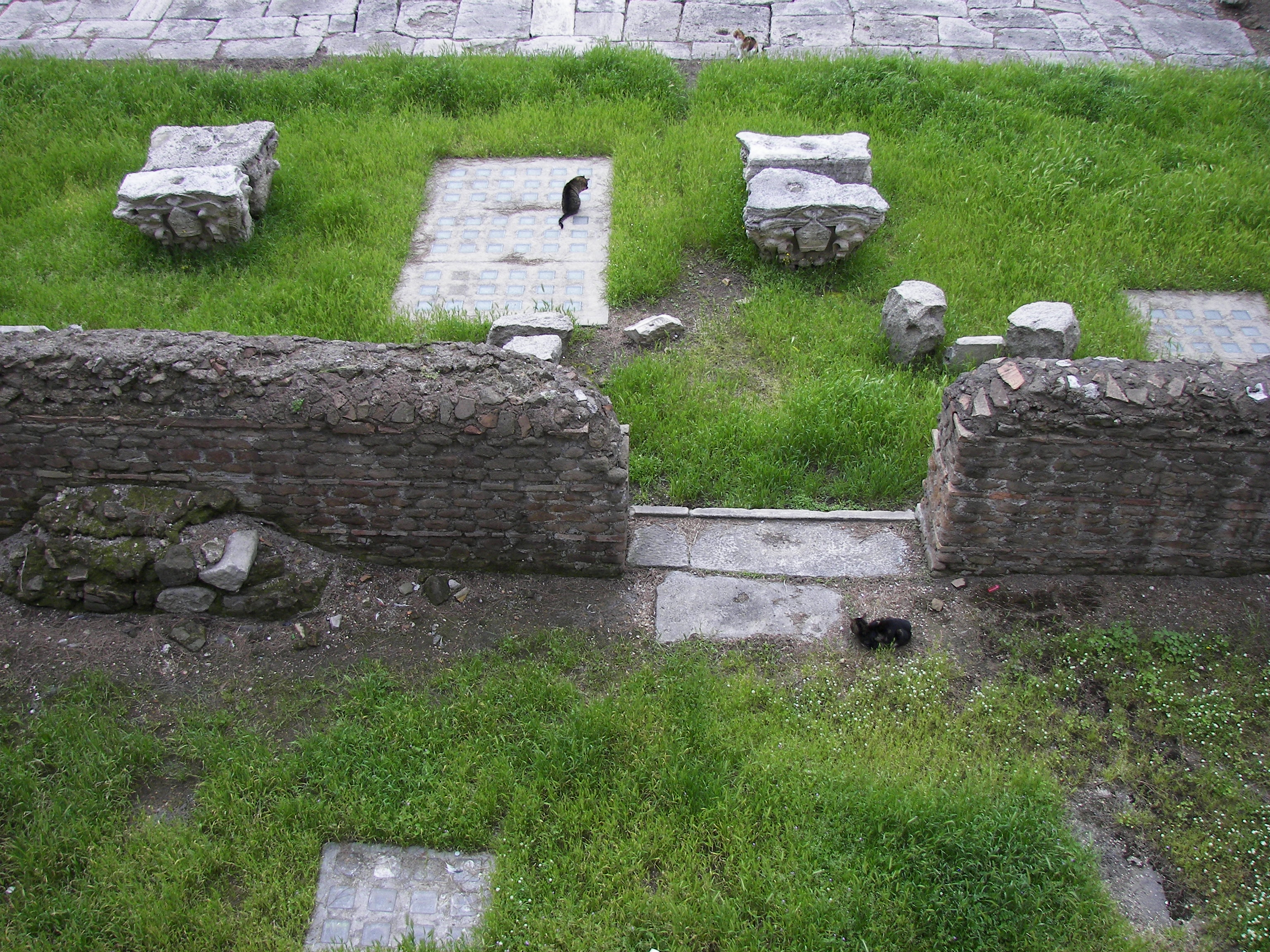
Katzen auf dem Ausgrabungsareal

Zwischen den Tempeln A und B wurden die Reste eines Gebäudes ausgegraben, in dem vermutlich die Verwaltung der Aquädukte untergebracht war (6).
Unmittelbar westlich der Tempel ließ Pompeius Magnus eine Portikus errichten, die an das nach ihm benannte Theater anschloss. In sie integriert war eine für Senatsversammlungen geeignete Kurie (Curia Pompeia). In dieser Kurie wurde Gaius Iulius Caesar im Jahr 44 v. Chr. ermordet. Am westlichen Rand des Ausgrabungsareals, hinter den beiden mittleren Tempeln B und C, sind Teile dieser Struktur sichtbar (3).
An der Nordseite sind noch Säulen des Hecatostylum sichtbar (2).
Das Ausgrabungsareal ist für die zahlreichen Katzen bekannt, die es bevölkern. Um der großen Population Herr zu werden, befindet sich seit 1994 eine Pflegestation am Rand des Areals, in der sich freiwillige Helfer um Fütterung, Sterilisation und Impfungen von Straßenkatzen kümmern.

## Der moderne Platz
Der Largo Argentina ist heute einer der wichtigsten Verkehrsknotenpunkte der römischen Altstadt. Zahlreiche Busse des Stadtverkehrs halten hier. Von 1998 bis 2013 war der Platz Endpunkt der neuen Straßenbahnlinie 8, die die Altstadt mit den Stadtteilen Trastevere und Monteverde verbindet. 2013 wurde diese Straßenbahnlinie bis zur Piazza Venezia verlängert. An der Westseite des Platzes steht das traditionsreiche Teatro Argentina, an der Nordostecke die Kirche Santissime Stimmate di San Francesco. Nach Westen zum Tiber verläuft der Corso Vittorio Emanuele II.
Der Platz ist benannt nach der Torre Argentina („Straßburger Turm“), dem 1503 errichteten Turm des päpstlichen Zeremonienmeisters Johannes Burckard von Straßburg (lateinisch: Argentoratum). Der Turm ist in den Palazzetto del Burcardo in der nahen Via del Sudario eingebunden und heute von außen nicht mehr sichtbar. In dem „Palästchen“ ist heute die Verwertungsgesellschaft Società Italiana degli Autori ed Editori untergebracht. Die oft mit der Torre Argentina verwechselte Torre del Papito hat nichts mit Johannes Burckard zu tun.